# Geula
Geula (hebräisch: גְּאֻלָה) ist ein weiblicher Vorname.

## Herkunft und Bedeutung
Der Name bedeutet im Hebräischen Erlösung.

## Bekannte Namensträgerinnen
- Geula Cohen (1925–2019), israelische Herausgeberin und Politikerin